# Royal Pioneer Corps
Das Pioneer Corps, 1946 in Royal Pioneer Corps (auf Deutsch etwa Königliches Pionierkorps) umbenannt, setzte sich weltweit aus verschiedenen Einheiten zusammen, die im Zweiten Weltkrieg vor allem  Bau- und Nachschubtätigkeiten für die British Army (Britisches Heer) auszuführen hatten. In ihm konnten Ausländer, auch aus Deutschland und dem besetzten Österreich geflohene Exilanten, dienen. Es sollte nicht mit den eigentlichen Pioniertruppen der Armee oder der Luftwaffe verwechselt werden, die den Namen "Engineer Troops" führen.
Das Pioneer Corps wurde am 17. Oktober 1939 mit dem Namen Auxiliary Military Pioneer Corps gegründet und wurde ab dem 22. November 1940 als Pioneer Corps weitergeführt und hatte Kombattantenstatus. Für seinen Einsatz und die Stärke, die es im Zweiten Weltkrieg zeigte, erhielt es vom Monarchen am 28. November 1946 als Auszeichnung den Titel Royal Pioneer Corps. 1993 ging es bei einer Truppenumstellung  im Royal Logistics Corps auf. Es gab drei "Pioneer"-Einheiten, die in Bicester (Oxfordshire), in Rheindahlen (bis 2013), Deutschland, und in Grantham stationiert waren. Die letztgenannte Einheit ist der Territorial Army zugeordnet.
Bereits im Ersten Weltkrieg gab es ähnliche Einheiten, die Pioneer Battalions im Labour Corps, das 1919 aufgelöst wurde. Truppenangehörige wurden ab 1939 nicht nur in Großbritannien, sondern in ganz Afrika, auf Mauritius und in Indien aufgenommen. Frauen konnten im Auxiliary Territorial Service, der Frauenabteilung der Britischen Armee, dienen.

## Bekannte Angehörige
- Heinrich Robert Fischer, Kunsthändler und -mäzen österreichischer Herkunft
- Willy Hornstein, später Richter am Bundesfinanzhof

## Notizen
1. ↑  Es gab 1500 Österreicher im Pioneer Corps, siehe Free Austrian Movement
2. ↑  Der Titel zitiert die Bezeichnung "Gegner, die dem König am treuesten dienten" für deutschsprachige Truppenangehörige
3. ↑  führender Teilnehmer 1941 - 1943 im Corps, danach am bewaffneten Kampf als Artillerist